# Runeberg-díj
A Runeberg-díj (finnül Runeberg-palkinto, svédül Runebergspriset) egy 1987-ben alapított finn irodalmi díj.
A díjat Johan Ludvig Runeberg (1804-1877) finn nemzeti költőről nevezték el és svéd vagy finn nyelven alkotó finn szerzőknek ítélik oda. Minden év február 5-én, a költő születésének napján hirdetik ki a díjazottat. A Runeberg-díjjal járó összeg 2019-ig 10 000 euró volt, 2020-ban az összeget 20 000 euróra emelték.

## Díjazottak
| Év   | Szerző                     | Cím                                                    |
| ---- | -------------------------- | ------------------------------------------------------ |
| 1987 | Kari Aronpuro              | Kirjaimet tulevat                                      |
| 1988 | Sinikka Tirkkonen          | Luvaton elämä                                          |
| 1989 | Timo Pusa                  | Tatuoitu sydän                                         |
| 1990 | Eeva Kilpi                 | Talvisodan aika                                        |
| 1991 | Aulikki Oksanen            | Henkivartija                                           |
| 1992 | Lars Sund                  | Colorado Avenue                                        |
| 1993 | Raija Siekkinen            | Metallin maku                                          |
| 1994 | Paavo Rintala              | Aika ja uni                                            |
| 1995 | Monika Fagerholm           | Underbara kvinnor vid vatten (Ihanat naiset rannalla)  |
| 1996 | Agneta Ara                 | Huset med de glömda dörrarna (Unohdettujen ovien talo) |
| 1997 | Hannu Aho                  | Kello 4.17                                             |
| 1998 | Ulla-Lena Lundberg         | Regn (Sade)                                            |
| 1999 | Mari Mörö                  | Kiltin yön lahjat                                      |
| 2000 | Tuula-Liina Varis          | Maan päällä paikka yksi on                             |
| 2001 | Juha Seppälä               | Suuret kertomukset                                     |
| 2002 | Risto Ahti                 | Vain tahallaan voi rakastaa                            |
| 2003 | Ranya ElRamly              | Auringon asema                                         |
| 2004 | Rakel Liehu                | Helene                                                 |
| 2005 | Zinaida Lindén             | I väntan på en jordbävning (Ennen maanjäristystä)      |
| 2006 | Riitta Jalonen             | Kuvittele itsellesi mies                               |
| 2007 | Sanna Ravi                 | Ansari                                                 |
| 2008 | Hannele Mikaela Taivassalo | Fem knivar hade Andrej Krapl                           |
| 2009 | Sofi Oksanen               | Puhdistus                                              |
| 2010 | Kari Hotakainen            | Ihmisen osa                                            |
| 2011 | Tiina Raevaara             | En tunne sinua vierelläni                              |
| 2012 | Katja Kettu                | Kätilö                                                 |
| 2013 | Olli-Pekka Tennilä         | Yksinkeltainen on kaksinkeltaista                      |
| 2014 | Hannu Raittila             | Terminaali                                             |
| 2015 | Joni Skiftesvik            | Valkoinen Toyota vei vaimoni                           |
| 2016 | Tapio Koivukari            | Unissasaarnaaja                                        |
| 2017 | Peter Sandström            | Laudatur                                               |
| 2018 | Marjo Niemi                | Kaikkien menetysten äiti                               |
| 2019 | Heikki Kännölle            | Sömnö                                                  |
| 2020 | Ralf Andtbacka             | Potsdamer Platz című svéd nyelvű verseskötetéért       |
| 2021 | Marisha Rasi-Koskinen      | Rec (Felvétel) című regényéért                         |
| 2022 | Quynh Tran                 | Skugga och svalka című svéd nyelvű regényéért          |
| 2023 | Marja Kyllönen             | Vainajaiset című regényéért                            |
| 2024 | Peter Mickwitz             | Misslyckad i en uggla című verseskötetéért             |